# Palau Gran Ducal
El Palau Gran Ducal (en luxemburguès: Groussherzogleche Palais, en francès: Palais grand-ducal, en alemany: Großherzogliches Palais) és un palau a la Ciutat de Luxemburg, a sud de Luxemburg.
És la residència oficial del Gran Duc de Luxemburg, i on realitza la majoria de les seves obligacions com a cap de l'Estat del Gran Ducat.

## Història
L'edifici va ser en un principi l'Ajuntament de Luxemburg des de 1572 fins a 1795, la seu de la prefectura del Département des Forêts el 1795, i després la seu principal del Govern de Luxemburg el 1817.
Des de 1817, el palau es va convertir en la residència del governador, el representant dels Gran Ducs dels els Països Baixos. Com a tal, va ser utilitzat per l'príncep Enric, durant el període en el qual va ser Tinent Representant de Luxemburg. L'interior de l'edifici va ser renovat el 1883, en preparació d'una visita del Gran Duc Guillem III i la seva esposa Gran Duquessa Emma.
Amb l'ascensió de la Casa de Nassau-Weilburg el 1890, el palau va ser reservat exclusivament per al Gran Duc i la seva família. Sota el govern del Gran Duc Adolf va ser renovat de manera exhaustiva i va ser construïda una nova ala, contenint les cambres familiars i d'acomodació d'invitats, per l'arquitecte belga Gédéon Bordiau i l'arquitecte de l'estat luxemburguès, Charles Arendt.
Durant l'ocupació alemanya a la Segona Guerra Mundial, el Palau Gran Ducal va ser utilitzat pels nazis com a sala de concerts i taverna. Va ser] àmpliament danyat i gran part del mobiliari i la col·lecció d'art va ser arruïnada. Amb el retorn de l'exili de la Gran Duquessa Carlota el 1945, el palau novament es va convertir en la seu de la cort Gran Ducal.
Sota la supervisió de Carlota, el palau va ser redecorat durant la dècada de 1960. Va ser restaurat completament el 1991 i 1996. L'interior del palau ha estat regularment renovat per adaptar els nous gusts i els estàndards de confort.
Des de 1945 fins a 1966 la Guàrdia Gran Ducal va realitzar la guàrdia cerimonial del palau. Des de 1966 soldats de l'exèrcit de Luxemburg realitzen les obligacions de guàrdia.

## El palau en l'actualitat

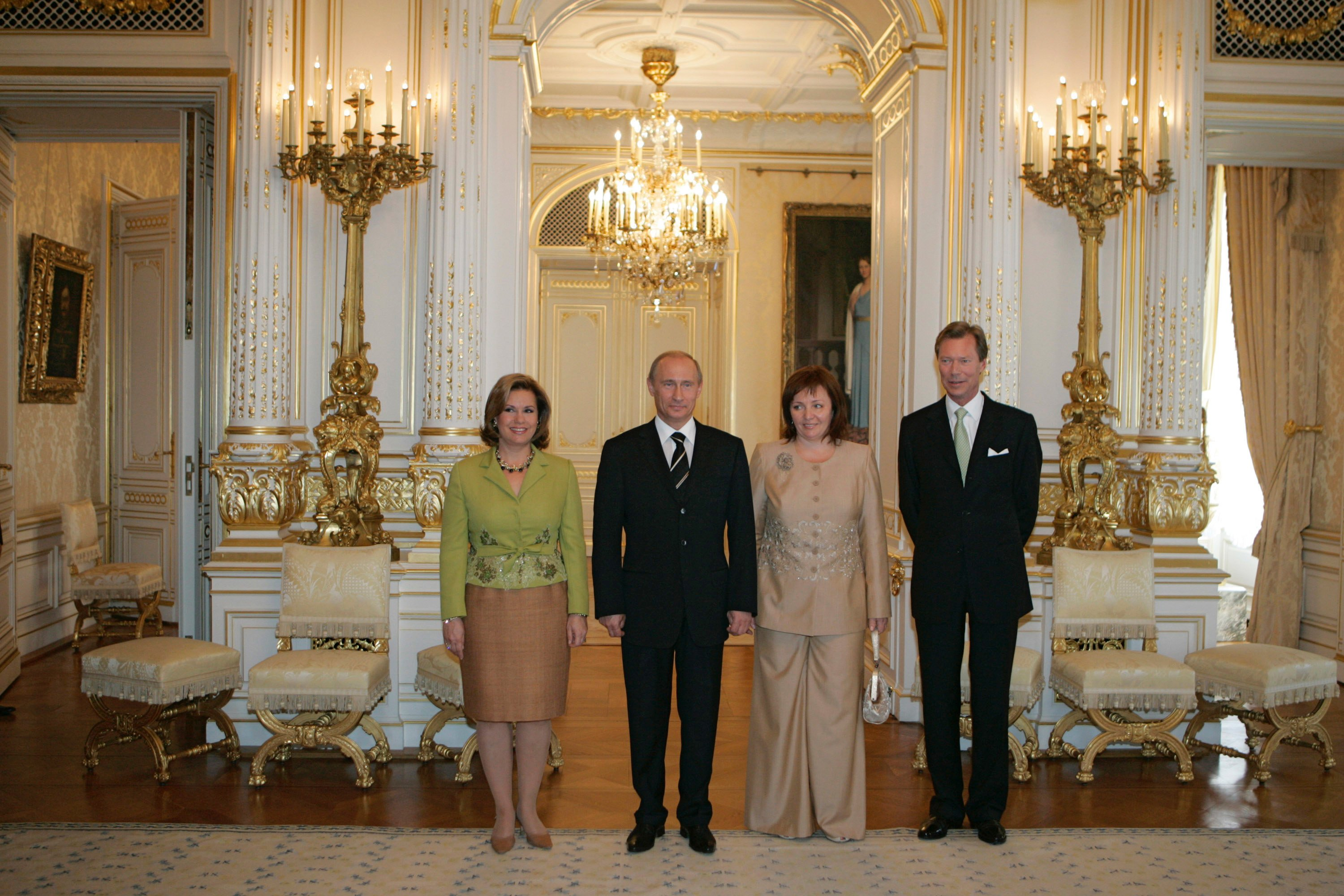
Al palau Vladímir Putin, el 24 de maig de 2007.

Com residència oficial del Gran Duc, el palau és utilitzat per ell en l'exercici de les seves funcions oficials. Ell i la Gran Duquessa, juntament amb el personal al seu càrrec, tenen les seves oficines en el palau, i les cambres d'Estat al primer pis són utilitzades per a una varietat de congressos i audiències. A la Nit de Nadal, el missatge de Nadal del Gran Duc és emès des de la Sala Groga.
Caps d'Estat estrangers són allotjats al palau, com a invitats dels Grans Ducs, durant visites oficials a Luxemburg, i la Sala de Ball és la seu de banquets en el seu honor. A través dels anys, es realitzen nombroses d'altres recepcions al palau, com la recepció de Cap d'any donada als membres del Govern i de la Cambra de Diputats.